# Aphelandra kolobantha
Aphelandra kolobantha är en akantusväxtart som beskrevs av Gustav Lindau. Aphelandra kolobantha ingår i släktet Aphelandra och familjen akantusväxter. Inga underarter finns listade i Catalogue of Life.